# Sophie Aldred

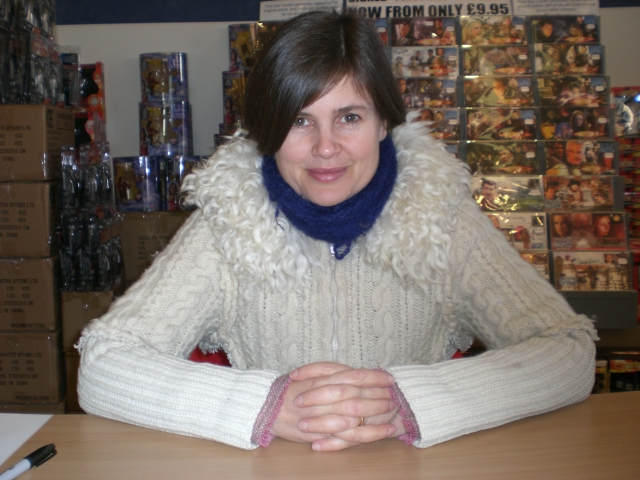
Sophie Aldred

Sophie Aldred (* 20. August 1962 in Greenwich, London) ist eine britische Schauspielerin und Fernsehmoderatorin. Ihre bekannteste Rolle ist die der Begleiterin Ace in Doctor Who.
Aldred wurde in Greenwich, London, geboren, wuchs aber in Blackheath auf. Sie ging von 1973 bis 1980 zur Blackheath High School und wurde Schauspielstudentin an der Victoria University of Manchester, wo sie 1983 einen Abschluss erwarb.
1987 erhielt sie die Rolle der Ace in Doctor Who, die sie von 1987 bis 1989 und 2022 innehatte. Sie spielte die Rolle erneut in Dimensions in Time und in Doctor-Who-Hörspielen.
Aldred ist Ko-Autorin des Buches Ace, The Inside Story of the End of An Era mit Mike Tucker, publiziert von Virgin Publishing 1996. (ISBN 1-85227-574-X). Vor und während Doctor Who trat sie oft im Kinderfernsehen auf. Daneben arbeitete sie auch im Radio und im Theater.
Seit Juli 1997 ist Aldred mit Vince Henderson verheiratet; das Paar hat zwei Söhne.

## Filmografie (Auswahl)
- 1987–1989, 2022: Doctor Who (Fernsehserie, 32 Episoden)
- 1992: More Than a Messiah
- 1993: EastEnders (Fernsehserie, 3 Episoden)
- 1994: Shakedown: Return of the Sontarans
- 1994: The Zero Imperative
- 1998: Mindgame
- 2004: Shadow Play (Fernsehserie, 4 Episoden)
- 2009: Noddy in Toyland (Fernsehserie, 5 Episoden)
- 2009–2010: Dennis & Gnasher (Fernsehserie, 25 Episoden)
- 2011: Thriller Theater!
- 2012–2014: Tree Fu Tom (Fernsehserie, 30 Episoden)
- 2013: The Search for Simon
- 2013: The Five(ish) Doctors Reboot